# Lista över biskopar i Strängnäs stift
Detta är en lista över biskopar i Strängnäs stift.

## Biskopar i Strängnäs före och under reformationen
- 1129: Gerðar
- 1171–1190: Vilhelmus
- 1208–1210: Uffe
- 1219–1224: Olov Basatömer
- 1233–1241: Throgillius
- 1253–1257: Col
- 1267–1274/1275: Finvid
- 1275–1291: Anund Jonsson
- 1292–1307/1308: Isarus
- 1308–1343: Styrbjörn
- 1343–1345: Frenderus
- 1345–1355: Sigmundus
- 1355/1356–1378: Thyrgillus Johannis
- 1378–1401: Tord Gunnarsson
- 1401–1408: Petrus Johannis
- 1409–1410: Gjord Petersson Rumpa
- 1410–1419: Andreas Johannis
- 1420–1428: Arnoldus Johannis
- 1429–1443: Thomas Simonis
- 1443–1449: Ericus Birgeri
- 1449–1463: Siggo Ulphonis
- 1463–1479: Johannes Magni
- 1479–1501: Kort Rogge
- 1501–1520: Mattias Gregersson (Lillie)
- 1520–1521: Jens Andersen Beldenak
- 1522–1536: Magnus Sommar

## Biskopar i Strängnäs under och efter reformationen
Genom riksdagen i Västerås 1527 bröts den men medeltida kyrkans ekonomiska och militära maktställning i  Sverige, något som räknas som inledningen på reformationen. Denna var dock inte fullt genomförd förrän 1593, då kyrkan  i Sverige genom Uppsala mötes beslut fick en evangelisk-luthersk bekännelse.

### 1500-talet
- 1536–1555: Botuidis Sunonis
- 1557–1561: Ericus Nicolai Swart
- 1561–1562: Botuidis Sunonis
- 1563–1585: Nicolaus Olai Helsingius
- 1586–1607: Petrus Jonæ Helsingus

### 1600-talet
- 1608–1609: Petrus Kenicius
- 1609–1637: Laurentius Paulinus Gothus
- 1637–1638: Laurentius Olai Wallius
- 1639–1642: Jacobus Johannis Zebrozynthius
- 1643–1664: Johannes Matthiæ Gothus
- 1664–1674: Erik Gabrielsson Emporagrius
- 1674–1686: Carolus Lithman
- 1687–1700: Erik Benzelius d.ä.

### 1700-talet
- 1701–1717: Johannes Bilberg
- 1717–1728: Daniel Norlindh
- 1731–1747: Daniel Lundius
- 1749–1762: Erik Alstrin
- 1763–1776: Jacob Serenius
- 1776–1793: Carl Jesper Benzelius
- 1793–1803: Stefan Insulin

### 1800-talet
- 1803–1827: Johan Adam Tingstadius
- 1829–1838: Pehr Thyselius
- 1839–1852: Hans Olov Holmström
- 1852–1880: Thure Annerstedt
- 1881–1889: Thore Strömberg
- 1889–1927: Uddo Lechard Ullman

### 1900-talet
- 1927–1933: Sam Stadener
- 1933–1952: Gustaf Aulén
- 1952–1954: Dick Helander
- 1955–1972: Gösta Lundström
- 1972–1982: Åke Kastlund
- 1982–1989: Tord Simonsson
- 1989–2005: Jonas Jonson

### 2000-talet
| Bild | Namn             | Period       | Anmärkning                  |
| ---- | ---------------- | ------------ | --------------------------- |
|      | Hans-Erik Nordin | 2005 -- 2015 |                             |
|      | Johan Dalman     | 2015 --      | Överhovpredikant sedan 2015 |